# Нижнечуманский сельсовет
Нижнечуманский сельсовет — сельское поселение в Баевском районе Алтайского края Российской Федерации.
Административный центр — село Нижнечуманка.

## История
Статус и границы сельского поселения установлены Законом Алтайского края от 2 декабря 2003 года № 64-ЗС «Об установлении границ муниципальных образований и наделении их статусом сельского, городского поселения, городского округа, муниципального района».
Законом Алтайского края от 30 июня 2015 года № 61-ЗС, Нижнепайвинский и Нижнечуманский сельсоветы были преобразованы, путём их объединения, в Нижнечуманский сельсовет с административным центром в селе Нижнечуманка.

## Население
| 1997  | 1998  | 1999  | 2000  | 2001  | 2002  | 2003  | 2004  | 2005  | 2006  |
| ----- | ----- | ----- | ----- | ----- | ----- | ----- | ----- | ----- | ----- |
| 1764  | ↘1718 | ↘1699 | ↘1664 | ↘1628 | ↘1606 | ↘1557 | ↘1549 | ↘1499 | ↘1460 |
| 2007  | 2008  | 2009  | 2010  | 2011  | 2012  | 2013  | 2014  | 2015  | 2016  |
| ↗1469 | ↘1442 | ↘1309 | ↗1313 | ↘1305 | ↘1238 | ↘1207 | ↘1191 | ↘1149 | ↗1427 |
| 2017  | 2018  | 2019  | 2020  | 2021  |       |       |       |       |       |
| ↘1416 | ↘1395 | ↘1358 | ↘1337 | ↘1285 |       |       |       |       |       |

По результатам Всероссийской переписи населения 2010 года, численность населения муниципального образования составила 1313 человек, в том числе 621 мужчина и 692 женщины.

## Состав сельского поселения
| № | Населённый пункт | Тип населённого пункта       | Население |
| - | ---------------- | ---------------------------- | --------- |
| 1 | Нижнепайва       | село                         | ↘294      |
| 2 | Нижнечуманка     | село, административный центр | ↘861      |
| 3 | Павловка         | село                         | ↘63       |
| 4 | Покровка         | село                         | ↘226      |
| 5 | Рыбные Борки     | посёлок                      | ↗57       |

## Местное самоуправление
Главы сельсовета
- Давыдова Татьяна Ильинична
- с 23.04.2023 года - Алексей Анатольевич Скорик